# Kamil Bednář

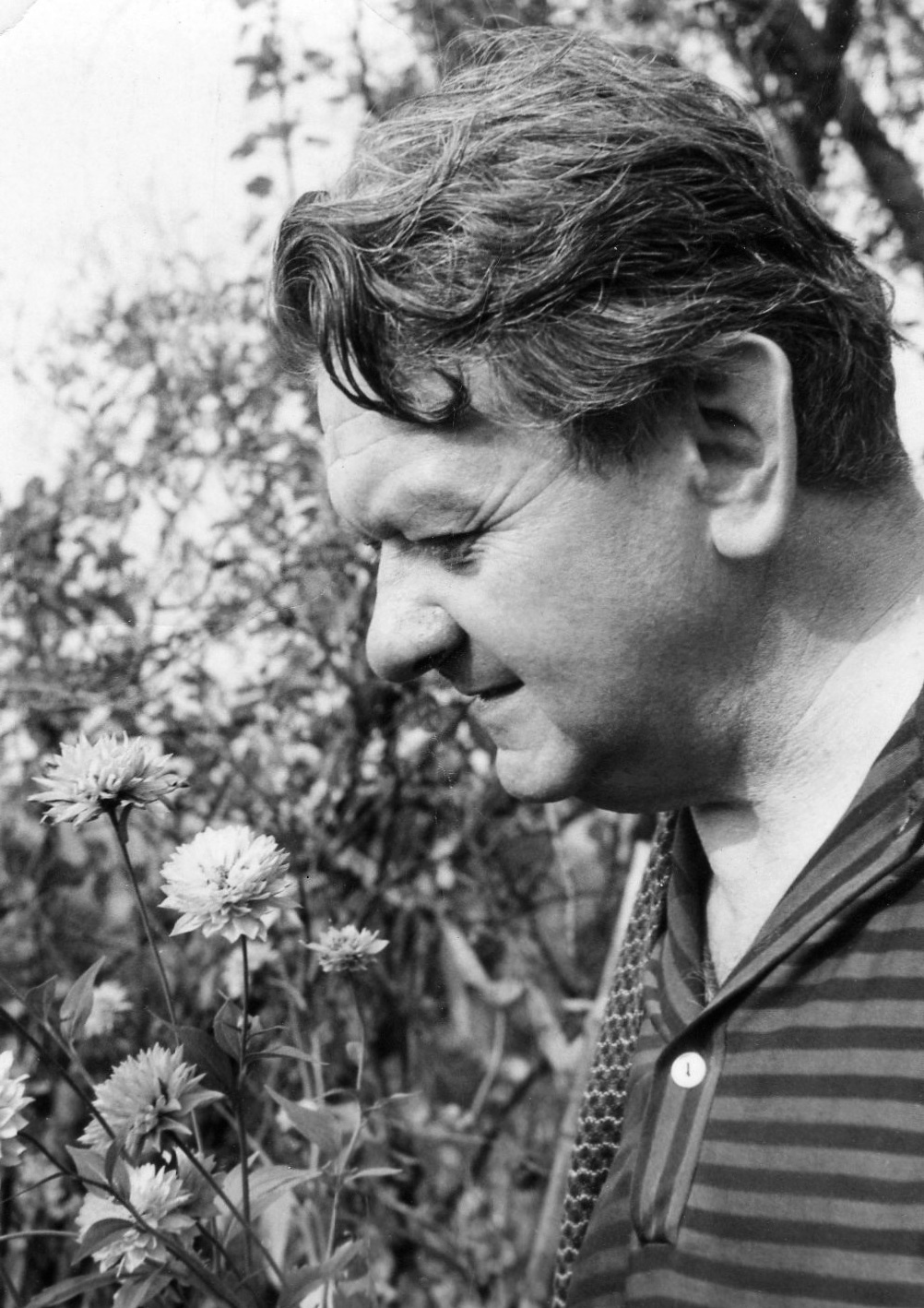
Kamil Bednář 1970

Kamil Bednář (* 4. Juli 1912 in Prag; † 23. Mai 1972 in Mělník; Pseudonym Prokop Kouba) war ein tschechischer Dichter und Übersetzer, Prosaist, Dramatiker und Verlagsredakteur.

## Leben
Nach dem Abitur 1931 und der ersten Staatsprüfung an der Rechtsfakultät der Karls-Universität studierte er weitere sechs Jahre an der philosophischen Fakultät, Nach der Beendigung des Studiums 1939 und der Schließung aller Schulen, arbeitete er beim Verlag Melantrich, ab 1949 im Verlag Československý spisovatel (Verlag Tschechoslowakischer Schriftsteller). Ab 1959 widmete er sich nur noch der Literatur.
Er war Begründer der Gruppe Ohnice (Ackersenf) und Pevný bod (Fester Punkt) sowie Autor von Gedichten, Prosa, Essays, Märchen und zahlreicher Übersetzungen aus verschiedenen Sprachen.

## Werke
Bücher
- Kouzlení a cesty doktora Fausta (Der Zauber und die Wege des Doktor Faust)
- O Faustovi, Markétce a ďáblu (Vom Faust, Margete und Teufel)
- Zuzanka a mořeplavci na Vltavě (Susanne und die Matrosen auf der Moldau)
- Kamenný pláč (Das Steinweinen)
- Veliký mrtvý (Der große Tote)

Übersetzungen
- Amerikanischer Dichter Robinson Jeffers

In deutscher Sprache publiziert
- Herr Korbes
- Schwanensee
- Kleine Tiere, große Tiere